# وزارت آموزش جمهوری خلق چین
وزارت آموزش و پرورش (MOE) جمهوری خلق چین آژانس شورای دولتی جمهوری خلق چین است که کلیه جنبه‌های سیستم آموزشی در سرزمین اصلی چین از جمله آموزش مقدماتی اجباری، آموزش حرفه ای و تحصیلات عالی را تنظیم می‌کند. وزارت آموزش و پرورش معلمان را تعلیم می‌دهد، برنامه‌های درسی و کتب درسی را استاندارد می‌کند، استانداردهایی را تعیین می‌کند و برکل سیستم آموزشی را در تلاش برای «نوسازی چین از طریق آموزش» نظارت می‌کند. دفتر مرکزی آن درشیدان، ناحیه شیچنگ در پکن است. وزارت آموزش و پرورش بر آموزش فنی بیش از سایر دروس تأکید دارد.